# Деливасева къща
Деливасевата къща (на гръцки: Αρχοντικό Δελήβαση) е къща, архитектурна забележителност в село Ератира (Селица), Гърция.

## Местоположение
Къщата е разположена в източния край на Ератира, близо до Лазаридевата къща.

## Описание
Къщата е от по-късния тип селишка къща с чардак на фасадата. Стенописите ѝ датират от 1878 година. Много интересни са стенописите на страничната врата, която е била използвана като къща за гости. По стените са изобразени в рамки с барокова украса портретите на четирите дъщери на собственика. Фигурите в европейските дрехи и прически държат характерен предмет: ветрило, писмо, букет, клетка за канарчета. Изображенията, макар и дело на местен художник, са подчинени на принципите на европейската живопис.